# Johann Christian Stuckenberg
Johann Christian Stuckenberg (russisch Иван Фёдорович Штукенберг; * 6. Februar 1788 in Blankenburg, Herzogtum Oldenburg; † 9. Maijul. / 21. Mai 1856greg. in St. Petersburg) war ein deutsch-russischer Geograph, Hydrograph und Autor.

## Leben
Stuckenberg, Sohn eines Blankenburger Klosterverwalters, verwaiste früh und wuchs bei Verwandten in der Nähe von Magdeburg auf. Nach dem Schulbesuch studierte er an der Georg-August-Universität Göttingen, Universität Jena und der Friedrich-Alexander-Universität. Dort schloss er sich den Erlanger Westfalen an. Er reiste 1807 nach St. Petersburg und trat in die russische Armee. Er wurde Unteroffizier bei der Marineartillerie. Als bald darauf Prinz Georg von Oldenburg nach St. Petersburg kam, genoss Stuckenberg die Förderung des Prinzen. Darauf wechselte er 1811 zum Ingenieurkorps und arbeitete im Generalstab des russisch-deutschen Aufgebots während des französischen Angriffs 1812 und des anschließenden Sechsten Koalitionskrieges. Er machte die Schlacht um Smolensk (1812), die Schlacht bei Borodino und die Schlacht bei Bautzen mit.
Bis 1851 arbeitete Stuckenberg im Ministerium für den Staatsbesitz. Er verfasste geographische, hydrographische und geschichtliche Artikel für Adolphe Plucharts Enzyklopädisches Lexikon und Baron Ludwig von Seddelers Militärenzyklopädisches Lexikon. Er veröffentlichte eine Reihe wichtiger Arbeiten zur russischen Geographie auf Deutsch. Für seine Beschreibung aller Kanäle im Russischen Reich erhielt er den halben Demidow-Preis. Er war Wirkliches Mitglied der Russischen Geographischen Gesellschaft. Stuckenberg verließ 1851 den Staatsdienst und wurde Bibliothekar des Rumjanzew-Museums in St. Petersburg, das 1861 nach Moskau verlegt wurde.
Nach Stuckenbergs Tod wurden seine statistischen Arbeiten von seinem Sohn Anton Iwanowitsch Stuckenberg herausgegeben.